# Trochosodon parvulum
Trochosodon parvulum är en mossdjursart som beskrevs av Canu och Bassler 1929. Trochosodon parvulum ingår i släktet Trochosodon och familjen Biporidae. Inga underarter finns listade i Catalogue of Life.